# NGC 3928
NGC 3928是一个位于大熊座的透鏡狀星系，1788年3月9日由威廉·赫歇爾发现。

## 画廊

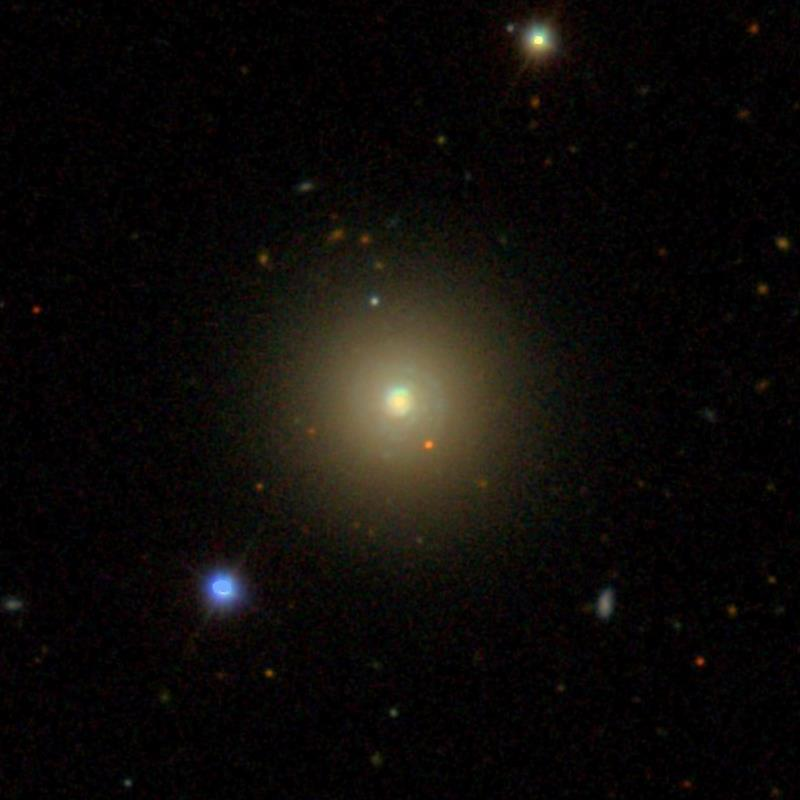
NGC 3928 (SDSS DR14)